# Juan Rosasco en Banda
Juan Rosasco en Banda es una banda de rock argentino formada en el año 2004 en la ciudad de San Fernando (Provincia de Buenos Aires). Hasta la fecha llevan editados cinco álbumes y tres EPs.

## Historia
El grupo dio sus primeros pasos hacia finales de 2004 cuando Juan Rosasco decidió formar una banda estable. Así se dio en 2005 el debut con Oscurito, disco con el que ganaron el concurso del programa Reyes de la Noche de la radio Mega 98.3 y llegaron a la final del Bombardeo del Demo de Rock &Pop, tocando en El Teatro Colegiales.
En 2007 salió a la luz Paseo en Menta, producido por Mario Siperman y Daniel Lozano de Los Fabulosos Cadillacs. El álbum cuenta con la participación de Jorge Serrano de Los Auténticos Decadentes, Sergio Rotman y Gerardo Rotblat. Fue presentando en el ND Ateneo ante más de 500 personas.
En 2011, con los mismos productores, se editó Ríe La Puerta Que Da Al Jardín con Juan Subirá de Bersuit Vergarabat como invitado en una de sus canciones y en 2014 editó Cuentos Para Coleccionar bajo el sello S-Music, producido por Walter Piancioli y Pablo Tévez de Los Tipitos. En el disco participó como invitado Chano Moreno Charpentier de Tan Biónica en la canción «Mi patio». Por su parte, el tema «Hipnosis» sonó en las radios más importantes del país y fue cortina del programa 6, 7, 8 que se transmitía por la TV Pública.
En el año 2018 la banda editó el EP Niebla de Otoño, con Leo García como cantante invitado y un videoclip con actuaciones de Julieta Ortega e Ignacio Toselli. Al año siguiente, el tema «Mañanitas», del EP homónimo, contó con la presencia de Dani Suárez (Bersuit) y la actuación de Esteban Prol y Ramiro Agüero. Ese mismo año la banda festejó sus 15 años de trayectoria en un show a sala llena en La Trastienda de Buenos Aires que quedó registrado en el EP Vivo.
En 2020, durante la pandemia, Juan Rosasco en Banda participó del Festival virtual Argentina en la Casa organizado por Billboard y cerró el año con un streaming para todo el mundo, al tiempo que se sumó Gonzalo Fernández como guitarrista invitado estable a la formación consolidada con Juan Rosasco en voz, piano y guitarra acústica, Bruno Fornasari en batería y voz, y Sergio Maza en bajo y voz.
El 24 de marzo de 2021 el grupo lanzó el sencillo «Gritos de madrugada», que tuvo a Palo Pandolfo como cantante invitado y un video grabado en el Parque de la Memoria y en la ex ESMA, contando con la participación de Madres de Plaza de Mayo, Abuelas de Plaza de Mayo, hijos y nietos de desaparecidos durante la Dictadura Militar que se vivió en Argentina entre 1976 y 1983. Algunos de los participantes fueron Nora Cortiñas, la diputada Victoria Montenegro, y el músico y periodista Camilo García.
Ese año lanzaron dos canciones más: «Las luces de siempre» con Rodrigo Manigot de Ella es tan cargosa y la actuación en el video de Paola Barrientos y Gerardo Chendo; y «Norte», con la participación de Daniela Herrero. Todas las canciones de 2018 en adelante se compilaron en el álbum Norte, editado a finales de 2022 y presentado en el Teatro Gastón Barral ante más de 200 personas.
En 2022 la banda tocó en el Centro Cultural Kirchner ante más de trescientas personas y giró por distintos puntos del país como Rosario y Tucumán. En octubre cambiaron de discográfica y lanzaron un nuevo sencillo «Colores al azar» bajo el sello Pelo/Impronta, con Juani Rodríguez de Andando Descalzo como cantante invitado y un clip con las actuaciones de Mirta Busnelli y el periodista Lautaro Maislin.
En el año 2023 editaron dos sencillos: en mayo "El milagro" con la participación de Manu Quieto de La Mancha de Rolando, y en noviembre "Lápiz libertad" junto al histórico cantautor León Gieco. A comienzos de 2024 llegó el turno de una nueva canción, "Pedacitos", con la voz invitada del cantante de tangos Cucuza Castiello y un videoclip con la participación de la actriz Thelma Fardin, y en la segunda mitad del año lanzaron "Sanar" junto a Justo, cantante de Silvestre y La Naranja. 
En 2025 aparecieron nuevas canciones. A fines de enero salió "Luna llena" con la cantante uruguaya Bárbara Jorcin, el 24 de marzo se realizó un nuevo homenaje a Madres de Plaza de Mayo con la canción "Tu revolución" en compañía de Nando Varela Pagliaro, y en julio se lanzó "Pinta" con la participación de Walter Piancioli y Raúl Ruffino de Los Tipitos, más Juan Subirá de Bersuit Vergarabat.

## Integrantes
- Juan Rosasco. Voz, piano y guitarra acústica.
- Sergio Maza. Bajo y voz.
- Bruno Fornasari. Batería y voz.

## Discografía
| Año  | Disco                          | Discográfica  |
| ---- | ------------------------------ | ------------- |
| 2005 | Oscurito                       | Independiente |
| 2007 | Paseo en Menta                 | Independiente |
| 2011 | Ríe la Puerta que da al Jardín | Independiente |
| 2014 | Cuentos Para Coleccionar       | S-Music       |
| 2018 | Niebla de otoño -EP-           | S-Music       |
| 2019 | Mañanitas -EP-                 | S-Music       |
| 2019 | Vivo -EP-                      | S-Music       |
| 2021 | Norte                          | S-Music       |

## Videografía
| Año  | Canción                        | Disco           | Actores                                                    | Dirección                                       |
| ---- | ------------------------------ | --------------- | ---------------------------------------------------------- | ----------------------------------------------- |
| 2018 | Niebla de otoño                | Niebla de otoño | Julieta Ortega Ignacio Toselli Leo García Walter Piancioli | Marcos Pandolfi                                 |
| 2019 | Mañanitas                      | Mañanitas       | Esteban Prol Ramiro Agüero Daniel Suárez                   | Marcos Pandolfi                                 |
| 2020 | Hipnosis Calabaza              | Vivo            |                                                            |                                                 |
| 2021 | Gritos de madrugada            | Norte           |                                                            | Marcos Pandolfi Andrés Kischner                 |
| 2021 | Las luces de siempre           | Norte           | Paola Barrientos Gerardo Chendo                            | Marcos Pandolfi                                 |
| 2021 | Norte                          | Norte           | Daniela Herrero                                            | Marcos Pandolfi                                 |
| 2022 | Colores al azar                |                 | Mirta Busnelli Lautaro Maislin                             | Marcos Pandolfi                                 |
| 2023 | El Milagro Lápiz libertad      |                 |                                                            | Marcos Pandolfi Marcos Pandolfi                 |
| 2024 | Pedacitos Sanar                |                 | Thelma Fardin                                              | Marcos Pandolfi Marcos Pandolfi                 |
| 2025 | Luna llena Tu revolución Pinta |                 | Los Tipitos                                                | Marcos Pandolfi Marcos Pandolfi Marcos Pandolfi |